# 627
Năm 627 là một năm trong lịch Julius. 